# Невядомский, Элигиуш
Элигиуш Невядомский (пол. Eligiusz Niewiadomski; 1 декабря 1869, Варшава — 31 января 1923, там же) — польский художник, преподаватель и художественный критик, убийца первого президента Польши Габриэля Нарутовича.

## Жизнь и творчество
Э. Невядомский родился в старинной дворянской семье, происходившей из Подляшья. Когда Элигиушу было два года, умерла его мать. Среднее образование он получил в варшавском реальном училище. Далее учился в петербургской Императорской Академии художеств, которую закончил в 1894 году с золотой медалью (за картину Кентавры в лесу). За время учёбы завоевал две малые серебряные медали и две годичные поощрительные 300-рублёвые стипендии. В 1894—1896 годах продолжал обучение в Париже. Во время пребывания в Париже тяжело болел. Был учеником художника Войцеха Герсона.
По возвращении в Варшаву выступал в первую очередь как публицист и художественный критик; его статьи высоко ценились[кем?]. С 1897 года преподавал рисование в варшавской Политехнической школе. Много занимался устройством в Варшаве школы изящных искусств европейского уровня. В это же время совершил несколько поездок в горный Татранский край, составил одну из первых научных карт Татр. Много занимался преподаванием в варшавских художественных школах, читал лекции в провинции, написал несколько научных работ по истории искусства и иконографии.
С началом Первой мировой войны преподавал историю живописи, писал портреты и художественные композиции, работал как иллюстратор. 1 марта 1918 года был назначен заведующим отделением живописи и скульптуры во временном правительстве оккупированного Германией королевства Польского.
Автор сочинения «Польская живопись XIX—XX столетий».

## Политическая деятельность
Э. Невядомский всегда тяготел к политической, патриотической общественной работе. Во время учёбы в Петербурге был избран президентом землячества польских студентов. Вернувшись в Варшаву, поддерживал отношения с правыми, националистическими польскими организациями. В ноябре 1918 года принимал участие в разоружении немецких войск в Варшаве.
В 1920 году, во время Советско-польской войны, пытался вступить добровольцем в польскую армию, но не прошёл по возрасту. С разрешения генерала Казимира Соснковского был направлен в управление контрразведки при Главном штабе.
В 1921 году Э. Невядомский демобилизовался и вернулся в Варшаву, в министерство культуры. 16 декабря 1922 года во время открытия художественной выставки в варшавской галерее «Захента» Невядомский  трижды выстрелил из револьвера в первого президента Польши Г. Нарутовича, который скончался на месте. На суде художник потребовал для себя смертной казни. При этом заявил, что первоначально собирался стрелять в Ю. Пилсудского как главного проводника демократических и левых идей, «разрушающих Польское государство», но когда Пилсудский отказался от поста президента Польши, Невядомский решил совершить покушение на Нарутовича.
Расстрелян по приговору суда в Варшавской цитадели 31 января 1923 года в 7:19 утра.
Похоронен на варшавском кладбище «Повонзки». В церемонии похорон принимали участие около десяти тысяч человек.